# Atle Hansen
Atle Hansen, norsk orienterare som blev världsmästare i stafett 1985. Han tog brons i stafett vid de nordiska mästerskapen 1982 och 1986.